# Козырщина (Днепропетровская область)
Козырщина (укр. Козирщина) — село,
Перещепинский городской совет,
Новомосковский район,
Днепропетровская область,
Украина.
До 2016 года село носило название Коминтерн.
Код КОАТУУ — 1223210501. Население по переписи 2001 года составляло 542 человека.

## Географическое положение
Село Козырщина находится на левом берегу реки Орель (или на правом берегу канала Днепр — Донбасс),
выше по течению на расстоянии в 1 км расположен город Перещепино,
ниже по течению примыкает село Малокозырщина.
На расстоянии в 0,5 км расположен посёлок Вишневое.
Река в этом месте извилистая, образует лиманы, старицы и заболоченные озёра.
Рядом проходят автомобильная дорога Т-0412 и
железная дорога, станция Перещепино.

## Экономика
- ФХ «Свичановское».

## Объекты социальной сферы
- Фельдшерско-акушерский пункт.